# Goodyera clausa
Goodyera clausa là một loài thực vật có hoa trong họ Lan. Loài này được (A.A.Eaton ex Ames) Schltr. mô tả khoa học đầu tiên năm 1911.